# Liste der Sieger bei PDC-Turnieren 2022
Die Liste der Sieger bei PDC-Turnieren 2022 listet zuerst alle Sieger bei den Major-Turnieren der Professional Darts Corporation auf. Im Weiteren werden die weiteren Turniersieger aufgelistet und Statistiken aufgezeigt.
←2021 2023→

## Turniersieger

### Major-Turniere
| Turnier                     | Sieger                      | Finalist                     | Ergebnis | Format  |
| --------------------------- | --------------------------- | ---------------------------- | -------- | ------- |
| Weltmeisterschaft           | Peter Wright                | Michael Smith                | 7:5      | Sätze   |
| The Masters                 | Joe Cullen                  | Dave Chisnall                | 11:9     | Legs    |
| UK Open                     | Danny Noppert               | Michael Smith                | 11:10    | Legs    |
| Premier League              | Michael van Gerwen          | Joe Cullen                   | 11:10    | Legs    |
| World Cup                   | Damon Heta & Simon Whitlock | Gerwyn Price & Jonny Clayton | 3:1      | Matches |
| World Matchplay             | Michael van Gerwen          | Gerwyn Price                 | 18:14    | Legs    |
| World Series Finals         | Gerwyn Price                | Dirk van Duijvenbode         | 11:10    | Legs    |
| World Grand Prix            | Michael van Gerwen          | Nathan Aspinall              | 5:3      | Sätze   |
| European Championship       | Ross Smith                  | Michael Smith                | 11:8     | Legs    |
| Grand Slam                  | Michael Smith               | Nathan Aspinall              | 16:5     | Legs    |
| Players Championship Finals | Michael van Gerwen          | Rob Cross                    | 11:6     | Legs    |

### World Series
Alle Ergebnisse wurden im Legmodus ausgespielt.
| Turnier                 | Sieger                | Finalist             | Ergebnis |
| ----------------------- | --------------------- | -------------------- | -------- |
| US Masters              | Michael Smith         | Michael van Gerwen   | 8:4      |
| Nordic Masters          | Dimitri Van den Bergh | Gary Anderson        | 11:5     |
| Durch Masters           | Dimitri Van den Bergh | Dirk van Duijvenbode | 8:2      |
| Queensland Masters      | Michael van Gerwen    | Gerwyn Price         | 8:5      |
| New South Wales Masters | Jonny Clayton         | James Wade           | 8:1      |
| New Zealand Masters     | Gerwyn Price          | Jonny Clayton        | 8:4      |

### European Tour
Alle Ergebnisse wurden im Legmodus ausgespielt.
| Turnier             | Sieger             | Finalist              | Ergebnis |
| ------------------- | ------------------ | --------------------- | -------- |
| International Open  | Gerwyn Price       | Peter Wright          | 8:4      |
| German Championship | Michael van Gerwen | Rob Cross             | 8:5      |
| German Grand Prix   | Luke Humphries     | Martin Lukeman        | 8:2      |
| Austrian Open       | Michael van Gerwen | Danny Noppert         | 8:5      |
| European Open       | Michael van Gerwen | Dimitri Van den Bergh | 8:5      |
| Czech Open          | Luke Humphries     | Rob Cross             | 8:5      |
| European Grand Prix | Luke Humphries     | Rob Cross             | 8:7      |
| Durch Championship  | Michael Smith      | Danny Noppert         | 8:7      |
| European Matchplay  | Luke Humphries     | Rowby-John Rodriguez  | 8:7      |
| Hungarian Trophy    | Joe Cullen         | William O’Connor      | 8:1      |
| German Open         | Peter Wright       | Dimitri Van den Bergh | 8:6      |
| Belgian Open        | Dave Chisnall      | Andrew Gilding        | 8:6      |
| Gibraltar Trophy    | Damon Heta         | Peter Wright          | 8:7      |

### Players Championships
Alle Ergebnisse wurden im Legmodus ausgespielt.
| Turnier                 | Sieger               | Finalist              | Ergebnis |
| ----------------------- | -------------------- | --------------------- | -------- |
| Players Championship 1  | Luke Humphries       | Ryan Searle           | 8:4      |
| Players Championship 2  | Peter Wright         | Gerwyn Price          | 8:5      |
| Players Championship 3  | Joe Cullen           | Damon Heta            | 8:4      |
| Players Championship 4  | Joe Cullen           | Dimitri Van den Bergh | 8:1      |
| Players Championship 5  | Damon Heta           | Gary Anderson         | 8:6      |
| Players Championship 6  | Jim Williams         | Ricky Evans           | 8:6      |
| Players Championship 7  | Gerwyn Price         | Madars Razma          | 8:4      |
| Players Championship 8  | Michael van Gerwen   | Martin Schindler      | 8:4      |
| Players Championship 9  | Danny Jansen         | Andrew Gilding        | 8:6      |
| Players Championship 10 | Michael van Gerwen   | Peter Wright          | 8:4      |
| Players Championship 11 | Ryan Searle          | Rob Cross             | 8:3      |
| Players Championship 12 | Dirk van Duijvenbode | Ryan Searle           | 8:7      |
| Players Championship 13 | Nathan Aspinall      | Matt Campbell         | 8:6      |
| Players Championship 14 | Michael Smith        | John O’Shea           | 8:6      |
| Players Championship 15 | Michael Smith        | Callan Rydz           | 8:3      |
| Players Championship 16 | Michael Smith        | Dirk van Duijvenbode  | 8:6      |
| Players Championship 17 | Scott Williams       | Nathan Aspinall       | 8:5      |
| Players Championship 18 | Dirk van Duijvenbode | Gabriel Clemens       | 8:0      |
| Players Championship 19 | Danny Noppert        | Andrew Gilding        | 8:6      |
| Players Championship 20 | Adrian Lewis         | Boris Kolzow          | 8:4      |
| Players Championship 21 | Brendan Dolan        | Jonny Clayton         | 8:5      |
| Players Championship 22 | Nathan Aspinall      | Krzysztof Ratajski    | 8:3      |
| Players Championship 23 | Keegan Brown         | Nathan Aspinall       | 8:7      |
| Players Championship 24 | Rob Cross            | Luke Humphries        | 8:3      |
| Players Championship 25 | Dave Chisnall        | Josh Rock             | 8:4      |
| Players Championship 26 | Damon Heta           | Dirk van Duijvenbode  | 8:4      |
| Players Championship 27 | Rob Cross            | Peter Wright          | 8:4      |
| Players Championship 28 | Josh Rock            | Luke Humphries        | 8:6      |
| Players Championship 29 | Gerwyn Price         | Gian van Veen         | 8:4      |
| Players Championship 30 | James Wade           | Steve Beaton          | 8:6      |

### Challenge Tour
An der Challenge Tour dürfen alle Spieler teilnehmen, die an der PDC Qualifying School teilgenommen haben, aber keine Tour Card gewinnen konnten.
Alle Ergebnisse wurden im Legmodus ausgespielt.
| Turnier           | Sieger               | Finalist           | Ergebnis |
| ----------------- | -------------------- | ------------------ | -------- |
| Challenge Tour 1  | Scott Williams       | Robert Owen        | 5:2      |
| Challenge Tour 2  | Scott Williams       | Lee Evans          | 5:2      |
| Challenge Tour 3  | Steve Haggerty       | Haupai Puha        | 5:4      |
| Challenge Tour 4  | Stu Wilson           | Steve Burgoyne     | 5:3      |
| Challenge Tour 5  | Jim McEwan           | Stephen Burton     | 5:0      |
| Challenge Tour 6  | Scott Williams       | Scott Marsh        | 5:4      |
| Challenge Tour 7  | Stefan Bellmont      | Karel Sedláček     | 5:4      |
| Challenge Tour 8  | Stephen Burton       | Danny van Trijp    | 5:0      |
| Challenge Tour 9  | Danny van Trijp      | Lukas Wenig        | 5:2      |
| Challenge Tour 10 | Andy Jenkins         | Karel Sedláček     | 5:3      |
| Challenge Tour 11 | Danny van Trijp      | Jelle Klaasen      | 5:2      |
| Challenge Tour 12 | Gian van Veen        | David Pallett      | 5:4      |
| Challenge Tour 13 | Jurjen van der Velde | Robert Owen        | 5:3      |
| Challenge Tour 14 | Kenny Neyens         | Michael Flynn      | 5:4      |
| Challenge Tour 15 | David Pallett        | Dennie Olde Kalter | 5:3      |
| Challenge Tour 16 | Robert Owen          | Christian Kist     | 5:2      |
| Challenge Tour 17 | Wesley Plaisier      | Robert Thornton    | 5:3      |
| Challenge Tour 18 | Jurjen van der Velde | Patrick Peters     | 5:4      |
| Challenge Tour 19 | Christian Kist       | Danny Lauby        | 5:3      |
| Challenge Tour 20 | Scott Williams       | Thibault Tricole   | 5:2      |
| Challenge Tour 21 | Thibault Tricole     | Gian van Veen      | 5:3      |
| Challenge Tour 22 | Jacques Labre        | Lee Evans          | 5:3      |
| Challenge Tour 23 | Justin Smith         | Matthew Dennant    | 5:2      |
| Challenge Tour 24 | Andy Hamilton        | Scott Taylor       | 5:4      |

### Development Tour
Auf der Development Tour dürfen Spieler zwischen 16 und 23 Jahren teilnehmen.
Alle Ergebnisse wurden im Legmodus ausgespielt.
| Turnier             | Sieger               | Finalist             | Ergebnis |
| ------------------- | -------------------- | -------------------- | -------- |
| Development Tour 1  | Bradley Brooks       | Christopher Holt     | 5:1      |
| Development Tour 2  | Keane Barry          | Conor Heneghan       | 5:2      |
| Development Tour 3  | Josh Rock            | Lewy Williams        | 5:4      |
| Development Tour 4  | Kevin Doets          | Josh Rock            | 5:3      |
| Development Tour 5  | Josh Rock            | Nathan Girvan        | 5:3      |
| Development Tour 6  | Nathan Rafferty      | Lewy Williams        | 5:4      |
| Development Tour 7  | Jurjen van der Velde | Geert Nentjes        | 5:1      |
| Development Tour 8  | Conor Heneghan       | Jitse van der Wal    | 5:0      |
| Development Tour 9  | Nathan Girvan        | Nathan Rafferty      | 5:2      |
| Development Tour 10 | Geert Nentjes        | Jitse van der Wal    | 5:1      |
| Development Tour 11 | Nathan Rafferty      | Gian van Veen        | 5:4      |
| Development Tour 12 | Keane Barry          | Ciaran Teehan        | 5:0      |
| Development Tour 13 | Geert Nentjes        | Niko Springer        | 5:1      |
| Development Tour 14 | Sebastian Białecki   | Keane Barry          | 5:3      |
| Development Tour 15 | Keane Barry          | Owen Bates           | 5:3      |
| Development Tour 16 | Josh Rock            | Dylan Dowling        | 5:0      |
| Development Tour 17 | Josh Rock            | Nathan Girvan        | 5:0      |
| Development Tour 18 | Gian van Veen        | Josh Rock            | 5:4      |
| Development Tour 19 | Lewy Williams        | Kevin Doets          | 5:4      |
| Development Tour 20 | Nathan Rafferty      | Kevin Doets          | 5:2      |
| Development Tour 21 | Josh Rock            | Rusty-Jake Rodriguez | 5:3      |
| Development Tour 22 | Nathan Rafferty      | Niko Springer        | 5:3      |
| Development Tour 23 | Nathan Rafferty      | Lewy Williams        | 5:2      |
| Development Tour 24 | Joshua Richardson    | Jurjen van der Velde | 5:4      |

### Qualifikationen zur Weltmeisterschaft
Um die Internationalität des Wettbewerbs und Spieler aus Länder mit weniger Dartskultur und Frauen zu fördern, werden diversen Qualifikationsturniere für die World Darts Championship ausgetragen.
Alle Ergebnisse wurden im Legmodus ausgespielt.
| Turnier                                | Sieger                 | Zweitplatzierter | Drittplatzierter | Viertplatzierter |
| -------------------------------------- | ---------------------- | ---------------- | ---------------- | ---------------- |
| Nordamerikanische Meisterschaft        | Leonard Gates          |                  |                  |                  |
| DPA Satellite Tour Finals              | Raymond Smith          |                  |                  |                  |
| Japanischer Qualifier                  | Nobuhiro Yamamoto      |                  |                  |                  |
| Nordische- & Baltische Tour            | Darius Labanauskas     | Daniel Larsson   |                  |                  |
| China Premier League                   | Zong Xiaochen*         | Han Xicheng      |                  |                  |
| Bester Kanadier (CDC Pro Tour)         | David Cameron          |                  |                  |                  |
| Bester US-Amerikaner (CDC Pro Tour)    | Danny Baggish          |                  |                  |                  |
| Asiatische Meisterschaft               | Lourence Ilagan        | Christian Perez  | Tōru Suzuki      | Paolo Nebrida    |
| Afrikanischer Qualifier                | Grant Sampson          |                  |                  |                  |
| Ukrainischer Qualifier                 | Wladislaw Omeltschenko |                  |                  |                  |
| Zentral- & Südamerikanischer Qualifier | Diogo Portela          |                  |                  |                  |
| Neuseeländischer Qualifier             | Ben Robb               |                  |                  |                  |
| Ozeanische Meisterschaft               | Mal Cuming             |                  |                  |                  |
| Indischer Qualifier                    | Prakash Jiwa           |                  |                  |                  |
| Women’s Series                         | Lisa Ashton            | Beau Greaves     |                  |                  |
| Women’s World Matchplay                | Fallon Sherrock        |                  |                  |                  |
| PDC Europe Super League                | Florian Hempel         |                  |                  |                  |
| Südwesteuropäischer Qualifier          | José Justicia          |                  |                  |                  |
| Osteuropäischer Qualifier              | Sebastian Białecki     |                  |                  |                  |
| Westeuropäischer Qualifier             | Jimmy Hendriks         |                  |                  |                  |
| PDC-Jugendweltmeisterschaft            | Josh Rock              |                  |                  |                  |
| Tour Card Holder Qualifier             | Richie Burnett         | Ryan Joyce       | Jeff Smith       |                  |

* Zong Xiaochen konnte aufgrund einer fehlenden Impfung gegen SARS-CoV-2 nicht an der Weltmeisterschaft teilnehmen.

## Statistiken

### Sieger und Finalisten nach Nationalität
Die Qualifikationsturniere zur Weltmeisterschaft sind hier nicht eingerechnet. Die Anzahl der Finale stehen in Klammern.
| Turnierart           | ANA   | AUS   | BEL   | GER   | ENG     | FRA   | IRL   | CAN   | LVA   | NZL   | NED    | NIR     | AUT   | POL   | SCO   | SUI   | CZE   | USA   | WAL   |
| -------------------- | ----- | ----- | ----- | ----- | ------- | ----- | ----- | ----- | ----- | ----- | ------ | ------- | ----- | ----- | ----- | ----- | ----- | ----- | ----- |
| Majorturnier         | 0     | 1 (1) | 0     | 0     | 3 (11)  | 0     | 0     | 0     | 0     | 0     | 5 (6)  | 0       | 0     | 0     | 1 (1) | 0     | 0     | 0     | 1 (3) |
| World Series         | 0     | 0     | 2 (2) | 0     | 1 (2)   | 0     | 0     | 0     | 0     | 0     | 1 (3)  | 0       | 0     | 0     | 0 (1) | 0     | 0     | 0     | 2 (4) |
| European Tour        | 0     | 1 (1) | 0 (2) | 0     | 7 (12)  | 0     | 0 (1) | 0     | 0     | 0     | 3 (5)  | 0       | 0 (1) | 0 (1) | 1 (3) | 0     | 0     | 0     | 1 (1) |
| Players Championship | 0 (1) | 2 (3) | 0 (1) | 0 (2) | 16 (28) | 0     | 0 (1) | 0 (1) | 0 (1) | 0     | 6 (9)  | 2 (3)   | 0     | 0     | 1 (4) | 0     | 0     | 0     | 3 (5) |
| Challenge Tour       | 0     | 0     | 1 (1) | 0 (1) | 10 (18) | 2 (3) | 0 (1) | 0     | 0     | 0 (1) | 7 (13) | 0       | 0     | 0     | 1 (2) | 0 (1) | 0 (2) | 0 (1) | 2 (4) |
| Development Tour     | 0     | 0     | 0     | 0 (2) | 2 (4)   | 0     | 4 (8) | 0     | 0     | 0     | 5 (12) | 10 (13) | 0 (1) | 1 (1) | 1 (3) | 0     | 0     | 0     | 1 (4) |

### Errungenschaften

#### Persönliche Errungenschaften
- Erster Majortitel: Joe Cullen, Danny Noppert, Damon Heta, Ross Smith, Michael Smith
- Erstes Majorfinale: Joe Cullen, Damon Heta, Ross Smith
- Erster World Series-Titel: Dimitri Van den Bergh, Gerwyn Price,  Jonny Clayton
- Erstes World Series-Finale: Gerwyn Price, Jonny Clayton, Dirk van Duijvenbode
- Erster European Tour-Titel: Luke Humphries, Damon Heta
- Erstes European Tour-Finale: Luke Humphries, Damon Heta, Dimitri Van den Bergh, Danny Noppert, Rowby-John Rodriguez, Martin Lukeman, Andrew Gilding
- Erster Players Championship-Titel: Luke Humphries, Josh Rock, Danny Jansen, Jim Williams
- Erstes Players Championship-Finale: Josh Rock, Danny Jansen, Jim Williams, Matt Campbell, Boris Kolzow, Martin Schindler, John O’Shea, Gian van Veen, Scott Williams

#### Nationale Errungenschaften
- Erster Weltmeisterschaftsqualifikant:  Ukraine
- Erster World Series-Sieger:  Belgien,  Wales
- Erster World Series-Finalist:  Wales
- Erster Players Championship-Finalist:  Russland
- Erster Challenge Tour-Sieger:  Schweiz,  Frankreich
- Erster Challenge Tour-Finalist:  Schweiz,  Frankreich

### Majorturniere
| Spieler              | Siege | Finalniederlagen |
| -------------------- | ----- | ---------------- |
| Michael van Gerwen   | 4     | 0                |
| Michael Smith        | 1     | 3                |
| Gerwyn Price         | 1     | 2                |
| Joe Cullen           | 1     | 1                |
| Damon Heta           | 1     | 0                |
| Danny Noppert        | 1     | 0                |
| Ross Smith           | 1     | 0                |
| Simon Whitlock       | 1     | 0                |
| Peter Wright         | 1     | 0                |
| Nathan Aspinall      | 0     | 2                |
| Dave Chisnall        | 0     | 1                |
| Jonny Clayton        | 0     | 1                |
| Rob Cross            | 0     | 1                |
| Dirk van Duijvenbode | 0     | 1                |

### World Series
| Spieler               | Siege | Finalniederlagen |
| --------------------- | ----- | ---------------- |
| Dimitri Van den Bergh | 2     | 0                |
| Jonny Clayton         | 1     | 1                |
| Michael van Gerwen    | 1     | 1                |
| Gerwyn Price          | 1     | 1                |
| Michael Smith         | 1     | 0                |
| Gary Anderson         | 0     | 1                |
| Dirk van Duijvenbode  | 0     | 1                |
| James Wade            | 0     | 1                |

### European Tour
| Spieler               | Siege | Finalniederlagen |
| --------------------- | ----- | ---------------- |
| Luke Humphries        | 4     | 0                |
| Michael van Gerwen    | 3     | 0                |
| Peter Wright          | 1     | 2                |
| Dave Chisnall         | 1     | 0                |
| Joe Cullen            | 1     | 0                |
| Damon Heta            | 1     | 0                |
| Gerwyn Price          | 1     | 0                |
| Michael Smith         | 1     | 0                |
| Rob Cross             | 0     | 3                |
| Dimitri Van den Bergh | 0     | 2                |
| William O’Connor      | 0     | 1                |
| Andrew Gilding        | 0     | 1                |
| Martin Lukeman        | 0     | 1                |
| Danny Noppert         | 0     | 1                |
| Rowby-John Rodriguez  | 0     | 1                |

### Players Championship
| Spieler               | Siege | Finalniederlagen |
| --------------------- | ----- | ---------------- |
| Michael Smith         | 3     | 0                |
| Nathan Aspinall       | 2     | 2                |
| Dirk van Duijvenbode  | 2     | 2                |
| Rob Cross             | 2     | 1                |
| Damon Heta            | 2     | 1                |
| Ryan Searle           | 2     | 1                |
| Gerwyn Price          | 2     | 1                |
| Michael van Gerwen    | 2     | 0                |
| Joe Cullen            | 2     | 0                |
| Luke Humphries        | 1     | 2                |
| Peter Wright          | 1     | 2                |
| Josh Rock             | 1     | 1                |
| Keegan Brown          | 1     | 0                |
| Dave Chisnall         | 1     | 0                |
| Brendan Dolan         | 1     | 0                |
| Danny Jansen          | 1     | 0                |
| Adrian Lewis          | 1     | 0                |
| Danny Noppert         | 1     | 0                |
| James Wade            | 1     | 0                |
| Jim Williams          | 1     | 0                |
| Gary Anderson         | 0     | 1                |
| Steve Beaton          | 0     | 1                |
| Dimitri Van den Bergh | 0     | 1                |
| Matt Campbell         | 0     | 1                |
| Gabriel Clemens       | 0     | 1                |
| Ricky Evans           | 0     | 1                |
| Boris Kolzow          | 0     | 1                |
| Andrew Gilding        | 0     | 1                |
| Krzysztof Ratajski    | 0     | 1                |
| Madars Razma          | 0     | 1                |
| Callan Rydz           | 0     | 1                |
| Martin Schindler      | 0     | 1                |
| John O’Shea           | 0     | 1                |
| Gian van Veen         | 0     | 1                |
| Scott Williams        | 0     | 1                |

### Challenge Tour
| Spieler              | Siege | Finalniederlagen |
| -------------------- | ----- | ---------------- |
| Scott Williams       | 4     | 0                |
| Danny van Trijp      | 2     | 1                |
| Jurjen van der Velde | 2     | 0                |
| Robert Owen          | 1     | 2                |
| Stephen Burton       | 1     | 1                |
| Christian Kist       | 1     | 1                |
| David Pallett        | 1     | 1                |
| Thibault Tricole     | 1     | 1                |
| Gian van Veen        | 1     | 1                |
| Stefan Bellmont      | 1     | 0                |
| Jim McEwan           | 1     | 0                |
| Steve Haggerty       | 1     | 0                |
| Andy Hamilton        | 1     | 0                |
| Andy Jenkins         | 1     | 0                |
| Jacques Labre        | 1     | 0                |
| Kenny Neyens         | 1     | 0                |
| Wesley Plaisier      | 1     | 0                |
| Justin Smith         | 1     | 0                |
| Stu Wilson           | 1     | 0                |
| Lee Evans            | 0     | 2                |
| Karel Sedláček       | 0     | 2                |
| Steve Burgoyne       | 0     | 1                |
| Matthew Dennant      | 0     | 1                |
| Michael Flynn        | 0     | 1                |
| Jelle Klaasen        | 0     | 1                |
| Danny Lauby          | 0     | 1                |
| Scott Marsh          | 0     | 1                |
| Dennie Olde Kalter   | 0     | 1                |
| Patrick Peters       | 0     | 1                |
| Haupai Puha          | 0     | 1                |
| Scott Taylor         | 0     | 1                |
| Robert Thornton      | 0     | 1                |
| Lukas Wenig          | 0     | 1                |

### Development Tour
| Spieler              | Siege | Finalniederlagen |
| -------------------- | ----- | ---------------- |
| Josh Rock            | 5     | 2                |
| Nathan Rafferty      | 5     | 1                |
| Keane Barry          | 3     | 1                |
| Geert Nentjes        | 2     | 1                |
| Lewy Williams        | 1     | 3                |
| Kevin Doets          | 1     | 2                |
| Nathan Girvan        | 1     | 2                |
| Conor Heneghan       | 1     | 1                |
| Jurjen van der Velde | 1     | 1                |
| Sebastian Białecki   | 1     | 0                |
| Bradley Brooks       | 1     | 0                |
| Joshua Richardson    | 1     | 0                |
| Niko Springer        | 0     | 2                |
| Jitse van der Wal    | 0     | 2                |
| Owen Bates           | 0     | 1                |
| Dylan Dowling        | 0     | 1                |
| Christopher Holt     | 0     | 1                |
| Rusty-Jake Rodriguez | 0     | 1                |
| Ciaran Teehan        | 0     | 1                |